# Kråkspett
Kråkspett (Melanerpes lewis) är en fågel i familjen hackspettar som förekommer i västra Nordamerika.

## Utseende och läte
Kråkspetten är en medelstor (26–29 cm), långvingad och mörk hackspett. Fjäderdräkten är omisskännlig med grönglänsande svart ovansida, mörkrött ansikte, rosa buk och ljusgrå halskrage. Flykten är kråklik med långsamma vingslag i rak flykt, inte bågformigt som de flesta andra hackspettar. Det svaga lätet beskrivs i engelsk litteratur som nysande "teef" eller "kitsif". Den trummar kort, svagt och medelsnabbt, avlöst av ett antal separata knackningar.

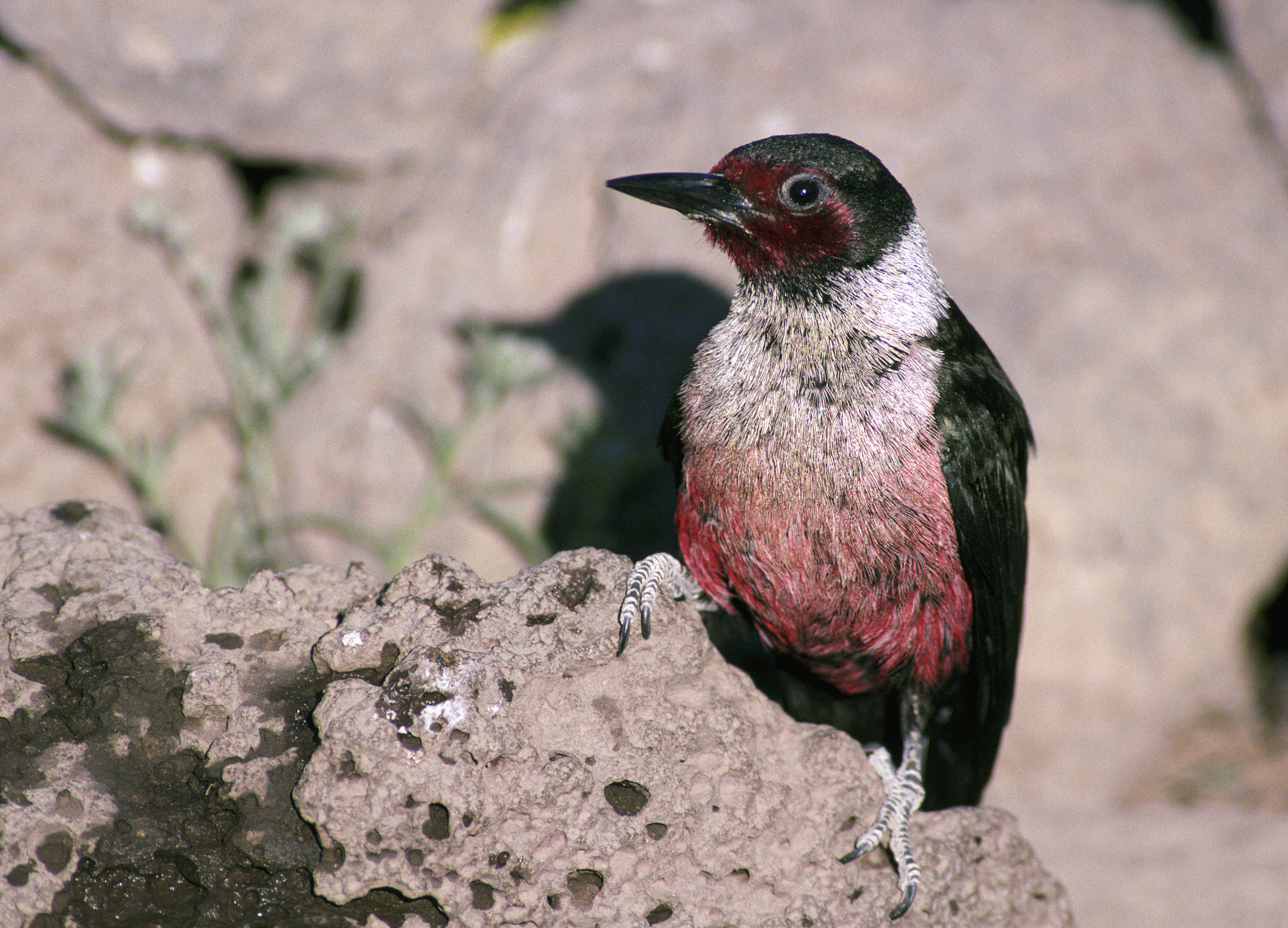

## Utbredning och systematik
Fågeln häckar i västra Nordamerika från södra British Columbia i Kanada söderut till Arizona och New Mexiko och österut till västra South Dakota, Wyoming och sydöstra Colorado. Vintertid flyttar nordliga populationer till södra delen av utbredningsområdet. Den behandlas som monotypisk, det vill säga att den inte delas in i några underarter.

## Levnadssätt
Kråkspetten hittas i torr och öppen tallskog och andra miljöer med spridda träd, som fruktträdgårdar. Den är en rätt social fågel som kan forma lösa smågrupper. Ovanligt för hackspettar fångar den flygande insekter från sittplats. Fågeln häckar mellan april och september, men mestadels maj–juli.

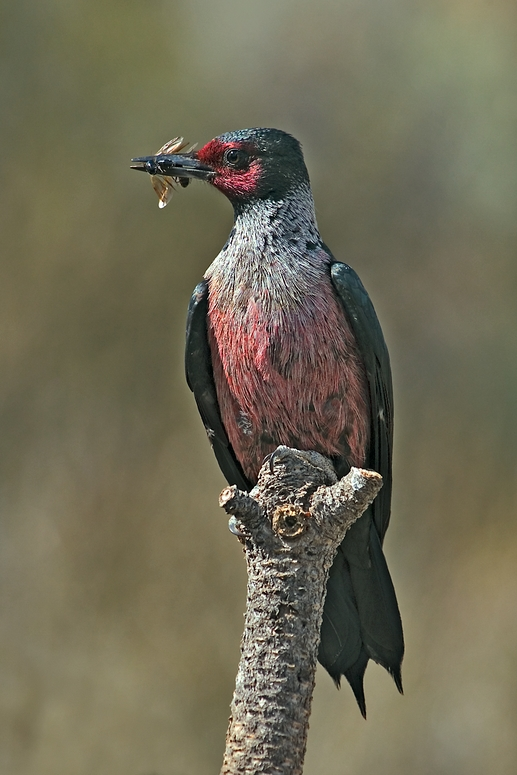

## Status och hot
Arten har ett stort utbredningsområde och tros öka i antal. Internationella naturvårdsunionen IUCN listar den därför som livskraftig (LC). Världspopulationen uppskattas till mellan 53 000 och 120 000 häckande individer.

## Namn
Kråkspettens vetenskapliga artnamn lewis hedrar den amerikanske upptäcktsresanden Meriwether Lewis (1774-1809) som delvis ledde den berömda Lewis och Clarks expedition.